# Guerra preventiva
Una guerra preventiva (o un colpo preventivo) è il tentativo di respingere o sconfiggere un'offensiva o un'invasione percepita come inevitabile, o per ottenere un vantaggio strategico in un'imminente guerra (presumibilmente inevitabile), prima che la minaccia si materializzi. Uno dei più vasti esempi di guerra preventiva è la Dottrina Bush, ovvero le operazioni degli Stati Uniti d'America intraprese in politica estera dopo gli attentati dell'11 settembre 2001.

## Nel diritto internazionale
La legittima difesa, nazionale o collettiva, è limitata ad una risposta ad un attacco armato, a norma dell'articolo 51 della Carta delle Nazioni Unite. Eppure, sia nel diritto internazionale che nella polemologia si tenta di argomentare la praticabilità dell'attacco preventivo.

## Approccio classico
In un classico approccio, nella pratica degli Stati, una minaccia percepita come imminente che provenga da altri Paesi (o il disturbo alla sovranità territoriale, arrecato da forze nemiche da territorio straniero) possono esser sfruttati come pretesto per muovere attacchi preventivi. Gli esperti legali fanno riferimento alla vicenda Caroline del 1837 quando le forze britanniche in Canada attraversarono il confine con Stati Uniti e uccisero diversi ribelli canadesi ed un cittadino americano che si preparavano all'offensiva contro gli inglesi in Canada. Gli Stati Uniti respinsero i presupposti legali del caso Caroline. Nel 1842, U.S. Segretario di Stato Daniel Webster sottolineò che la necessità di una reazione violenta deve essere: "istantanea, travolgente, non lasciando alcuna scelta dei mezzi e nessun momento di deliberazione."
Il primo teorico della guerra preventiva fu Carl Schmitt, giurista e filosofo tedesco, che fornì la base filosofica alla tesi hitleriana dell'aggressione contro la Polonia in chiave di guerra preventiva. Quando Hitler invase la Polonia, l'autorevole giurista giustificò la legalità della guerra preventiva con le esigenze della sicurezza nazionale tedesca a cui serviva un Grossraum, una sfera d'influenza capace di proteggere il Reich dalle "orde" bolsceviche che premevano sui confini orientali.
La teoria della guerra preventiva fu largamente ripresa da Leo Strauss, allievo e collaboratore di Schmitt.

## I quattro elementi di Sofaer
Lo studioso Abraham D. Sofaer individua quattro elementi fondamentali per giustificare la prevenzione bellica:: 
1. La natura e l'entità della minaccia coinvolti;
2. La probabilità che la minaccia si concretizzi a meno che non venga presa un'azione preventiva;
3. La disponibilità e l'esaurimento delle alternative a usare la forza;
4. Se l'uso della forza preventiva è coerente con i termini e le finalità della Carta delle Nazioni Unite e di altri accordi internazionali applicabili.

## Intenti
L'intento di un attacco preventivo è quello di guadagnare il vantaggio di iniziativa e di danneggiare il nemico in un momento di minima protezione, per esempio sfruttando la vulnerabilità durante il trasporto o la mobilitazione.
Mentre l'etichettatura di un attacco (a livello strategico e tattico) raramente è controversa, essa è molto più controversa quando si riferisce all'inizio di una guerra.